# Dmitrij Tarasow (piłkarz)
Dmitrij Aleksiejewicz Tarasow (ros. Дмитрий Алексеевич Тарасов, ur. 18 marca 1987 w Moskwie) – piłkarz rosyjski grający na pozycji środkowego pomocnika.

## Kariera klubowa
Karierę piłkarską Tarasow rozpoczął w Spartaku Moskwa. Grał w juniorskich drużynach i drużynie rezerw, a w 2006 roku stał się członkiem pierwszego zespołu, w którym jednak nie zdołał zadebiutować. Następnie jeszcze w tym samym roku odszedł do Tomu Tomsk. Debiut w Premier Lidze zanotował 15 października 2006 w przegranym 1:2 wyjazdowym spotkaniu z FK Rostów. W latach 2007–2008 był podstawowym zawodnikiem zespołu z Tomska.
Na początku 2009 roku Tarasow przeszedł z Tomu do FK Moskwa. W drużynie FK po raz pierwszy wystąpił 21 marca 2009 w zremisowanym 0:0 domowym spotkaniu z Terekiem Grozny. W FK Moskwa grał do końca sezonu, po którym zespół został rozwiązany.
W 2010 roku Tarasow został piłkarzem innego moskiewskiego klubu, Lokomotiwu. W nim zadebiutował 14 marca 2010 w wyjazdowym meczu z Rubinem Kazań (0:2). Z Lokomotiwem wywalczył mistrzostwo Rosji w sezonie 2017/2018 i wicemistrzostwo w sezonie 2018/2019. Zdobył też trzy Puchary Rosji w sezonach 2014/2015, 2016/2017 i 2018/2019.
W sezonach 2019/2020 i 2020/2021 Tarasow grał w Rubinie Kazań, w którym zadebiutował 5 lipca 2020 w wygranym 1:0 domowym meczu z FK Orenburg. Z kolei w sezonie 2021/2022 grał w klubie Wiełes Moskwa.
| Sezon   | Klub             | Kraj  | Rozgrywki        | Mecze | Bramki |
| ------- | ---------------- | ----- | ---------------- | ----- | ------ |
| 2006    | Spartak Moskwa   | Rosja | Priemjer-Liga    | 0     | 0      |
| 2006    | Tom Tomsk        | Rosja | Priemjer-Liga    | 4     | 0      |
| 2007    | Tom Tomsk        | Rosja | Priemjer-Liga    | 24    | 1      |
| 2008    | Tom Tomsk        | Rosja | Priemjer-Liga    | 26    | 1      |
| 2009    | FK Moskwa        | Rosja | Priemjer-Liga    | 25    | 2      |
| 2010    | Lokomotiw Moskwa | Rosja | Priemjer-Liga    | 26    | 1      |
| 2011/12 | Lokomotiw Moskwa | Rosja | Priemjer-Liga    | 9     | 1      |
| 2012/13 | Lokomotiw Moskwa | Rosja | Priemjer-Liga    | 18    | 2      |
| 2013/14 | Lokomotiw Moskwa | Rosja | Priemjer-Liga    | 17    | 4      |
| 2014/15 | Lokomotiw Moskwa | Rosja | Priemjer-Liga    | 14    | 0      |
| 2015/16 | Lokomotiw Moskwa | Rosja | Priemjer-Liga    | 23    | 0      |
| 2016/17 | Lokomotiw Moskwa | Rosja | Priemjer-Liga    | 12    | 1      |
| 2017/18 | Lokomotiw Moskwa | Rosja | Priemjer-Liga    | 24    | 2      |
| 2018/19 | Lokomotiw Moskwa | Rosja | Priemjer-Liga    | 9     | 0      |
| 2019/20 | Rubin Kazań      | Rosja | Priemjer-Liga    | 4     | 0      |
| 2020/21 | Rubin Kazań      | Rosja | Priemjer-Liga    | 7     | 0      |
| 2021/22 | Wiełes Moskwa    | Rosja | Pierwyj diwizion | 7     | 1      |

## Kariera reprezentacyjna
W latach 2007–2008 Tarasow rozegrał 2 mecze w reprezentacji Rosji U-21. W październiku 2009 roku został powołany przez selekcjonera Guusa Hiddinka do dorosłej reprezentacji na mecz eliminacji Mistrzostw Świata 2010 z Azerbejdżanem, jednak nie wystąpił w nim. 15 listopada 2013 ostatecznie zaliczył debiut w kadrze narodowej, w zremisowanym 1:1 towarzyskim meczu z Serbią.